# 辱職罪
辱職罪（じょくしょくざい）は、日本の陸軍刑法および海軍刑法に規定された、職務をまっとうしない罪である。

## 概要
陸軍刑法40条～56条、海軍刑法35条～54条。
戦時であるか、平時であるかを問わず、司令官（指揮官）以下それぞれがその職分をまっとうせず、みだりに逃避、委棄をなし、あるいは故なく職務の位置を離去することによって成立する。
敵前における場合が最も重く、死刑以下、多くは禁固刑。
ある種の罪には未遂罪も罰せられる。